# Gregna
Gregna è la zona urbanistica 10H (zona "O" 34) del Municipio Roma VII di Roma Capitale. Si estende sulla zona Z. XIX Casal Morena.
È conosciuta con il nome completo di Gregna Sant'Andrea perché costituita dall'unione di due borgate distinte: Gregna e Sant'Andrea.

## Geografia fisica

### Territorio
È situata a sud-est della capitale, esternamente e a ridosso del Grande Raccordo Anulare, tra la via Anagnina e la via Appia Nuova.
La zona urbanistica confina:
- a nord-est con le zone urbanistiche 10G Romanina e 10L Morena
- a sud-est con la zona urbanistica 10L Morena e con il comune di Ciampino
- a sud-ovest la zona urbanistica 10X Ciampino
- a ovest con le zone urbanistiche 10C Quarto Miglio e 10E Lucrezia Romana